# Libellula miniata
Libellula miniata är en trollsländeart som beskrevs av Von Eichwald 1841. Libellula miniata ingår i släktet Libellula och familjen segeltrollsländor. Inga underarter finns listade i Catalogue of Life.